# Vino, whisky e chewing-gum
Vino, whisky e chewing-gum è stato un programma televisivo di genere varietà musicale andato in onda in una edizione e tre puntate dal 29 gennaio al 12 febbraio 1974 sul Programma Nazionale della Rai.

## Produzione
Diretto da Vito Molinari su testi di Italo Terzoli ed Enrico Vaime il varietà musicale, condotto da Paolo Ferrari, era incentrato su tre tipologie di locali da ballo: la balera, il night e la discoteca, che all'inizio delle puntate sono rappresentati rispettivamente dal vino, dal whisky e dal chewing-gum.
Il conduttore, seduto sul tavolino di uno dei locali, ricostruiti in studio, rivolgendosi direttamente allo spettatore, analizzava tra il serio e il faceto la storia del ballo come fenomeno di massa e di costume attraverso i tre luoghi deputati al suo svolgimento, coadiuvato da tre ospiti principali: Gigliola Cinquetti per la prima puntata, Franca Valeri per la seconda puntata e Cochi e Renato per la terza puntata.
Degno di nota il fatto che nell'anteprima della trasmissione è presente soltanto il conduttore nello studio vuoto: gli orchestrali e i partecipanti che fungono da pubblico prendono posto in sala. I brani eseguiti hanno genere variabile a seconda del locale esaminato (ad esempio Il tango delle capinere cantato da Gigliola Cinquetti per la balera).
Tra gli altri partecipanti della trasmissione, citiamo il Duo di Piadena, Ernesto Calindri, Enzo Liberti. La piattaforma Rai Play non ha ancora reso disponibili in streaming le puntate integrali. 

## Sigla
La sigla di apertura della trasmissione, Questo nostro grande amore, era cantata da Fred Bongusto.